# La Gloria (Trujillo Alto)
La Gloria es un barrio ubicado en el municipio de Trujillo Alto en el estado libre asociado de Puerto Rico. En el Censo de 2010 tenía una población de 4665 habitantes y una densidad poblacional de 668,09 personas por km².

## Geografía
La Gloria se encuentra ubicado en las coordenadas 18°19′36″N 66°0′22″O / 18.32667, -66.00611. Según la Oficina del Censo de los Estados Unidos, La Gloria tiene una superficie total de 6.98 km², de la cual 6.51 km² corresponden a tierra firme y (6.79%) 0.47 km² es agua.

## Demografía
Según el censo de 2010, había 4665 personas residiendo en La Gloria. La densidad de población era de 668,09 hab./km². De los 4665 habitantes, La Gloria estaba compuesto por el 73.23% blancos, el 17.36% eran afroamericanos, el 1.09% eran amerindios, el 0.21% eran asiáticos, el 4.33% eran de otras razas y el 3.77% pertenecían a dos o más razas. Del total de la población el 99.25% eran hispanos o latinos de cualquier raza.